# Synthétiseur analogique virtuel
Pour les articles homonymes, voir synthétiseur (homonymie).
Ne pas confondre avec un instrument virtuel qui est un logiciel.
 (avril 2011).
Si vous disposez d'ouvrages ou d'articles de référence ou si vous connaissez des sites web de qualité traitant du thème abordé ici, merci de compléter l'article en donnant les références utiles à sa vérifiabilité et en les liant à la section « Notes et références ».
Un synthétiseur analogique virtuel est un synthétiseur simulant le son de synthétiseurs analogiques par le biais de processeurs numériques.

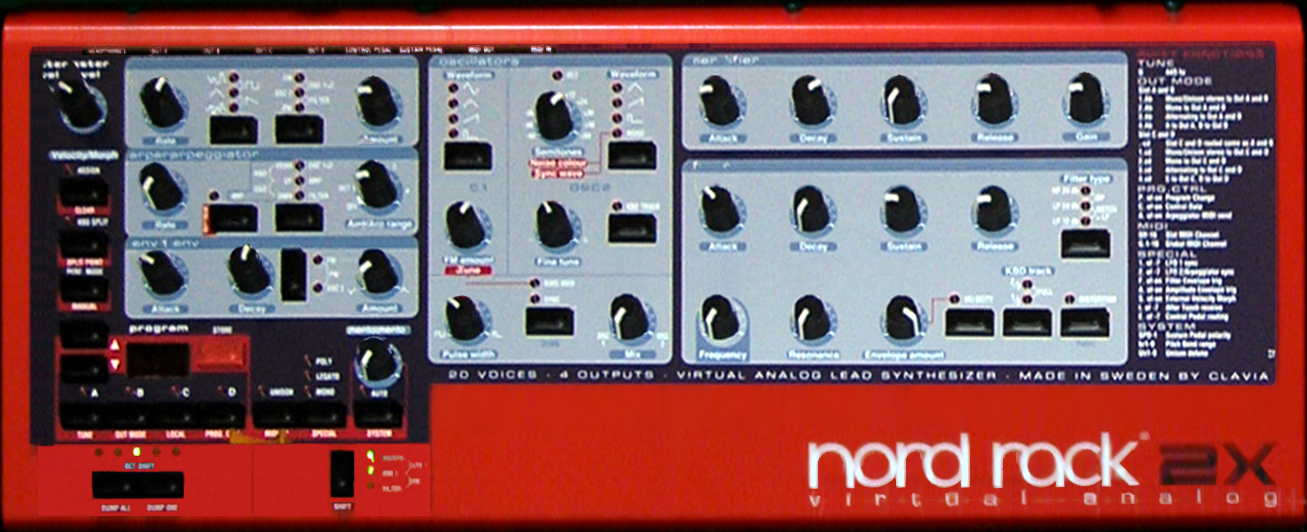
Clavia Nord Rack 2X appartenant à la série Nord Lead.

Cette méthode de synthèse sonore est également appelée synthèse analogique virtuelle (en anglais : virtual analog ou VA). Les synthétiseurs analogiques virtuels sont plus stables que leurs homologues analogiques réels car la hauteur de l'oscillateur virtuel (émulation de VCO) est générée à partir d'une horloge numérique de haute stabilité fréquentielle, et le matériel numérique est généralement moins sensible aux changements de température.
Alors que les synthétiseurs analogiques ont besoin d'un circuit d'oscillateur pour chaque voix de polyphonie, les synthétiseurs analogiques virtuels ne sont pas confrontés à ce problème. Cela signifie que beaucoup d'entre eux, en particulier les modèles les plus modernes, peuvent produire autant de voix polyphoniques que le processeur sur lequel ils fonctionnent peut en gérer.
Ces synthétiseurs offrent également des capacités de stockage de patchs et une prise en charge MIDI, absents des instruments analogiques les plus anciens. Les synthétiseurs analogiques virtuels qui fonctionnent entièrement au sein d'un système d'exploitation d'ordinateur hôte sont généralement appelés synthétiseurs logiciels analogiques. Des entreprises spécialisées comme UVI proposent des émulations de synthétiseurs analogiques à intégrer dans une station audionumérique (DAW) et pilotables en MIDI (clavier...). 
Le terme « synthèse analogique virtuelle » est apparu dans les années 1990 à la sortie du Clavia Nord Lead, premier synthétiseur numérique modélisant totalement un synthétiseur analogique.

## Exemples notables

### Synthétiseurs matériels
- Access Virus
- Alesis Ion, Micron et Fusion
- Clavia Nord Lead et séries Nord Modular
- Korg Z1, Prophecy, MS2000, microKORG, RADIAS, R3
- Kurzweil PC3X
- Novation Supernova, Supernova II, Nova, A-Station, K-Station, X-Station, XioSynth
- Oberheim OB12
- Roland JP-8000, JP-8080, V-Synth, SH-201
- Waldorf Q, Q+,Blofeld et MicroQ
- Yamaha AN1x
- module Axoloti (moteur de synthétiseur matériel et logiciel associé sous licence libre)

### Instruments virtuels (logiciels)
- UVI Falcon et UVI Workstation
- VCV Rack, synthétiseur modulaire, utilisant un dispositif simulant des racks à la norme Eurorack